# Anna Fredriksson
Anna Emilia Fredriksson, född 13 januari 1966, är en svensk romanförfattare och manusförfattare. Hon är dotter till Gunnar Fredriksson och uppvuxen i Stockholm och Kivik. Hon är bosatt i Stockholm.

## Filmografi
- 1992–1994 – Rederiet (TV-serie)
- 1997 – Pelle Svanslös, TV-julkalender
- 1998 – OP7 (TV-serie)
- 2001 – Sprängaren
- 2005 – Tjenare kungen
- 2005 – Wallander – Afrikanen
- 2006 – Lilla Jönssonligan & stjärnkuppen
- 2010 – Maria Wern – Stum sitter guden (TV-serie)
- 2022 – Tisdagsklubben (film)